# Musée hongrois de la photographie
Le Musée hongrois de la photographie, créé en 1991, est un musée consacré à la photographie, situé à Kecskemét, siège du comitat de Bács-Kiskun, dans la Grande Plaine méridionale.

## Historique
La création du Musée hongrois de la photographie est l'aboutissement de réflexions qui ont débuté en 1862, grâce au photographe Ferenc Veress (en).
Le musée abrite des collections classiques et contemporaines, aussi bien hongroises qu'étrangères et organise des expositions.

## Quelques expositions
- 2005 : René Groebli, Early photographs - Magie der Schiene 1949, Das Auge der Liebe 1954.